# (31798) 1999 LY16
1999 LY16 (asteroide 31798) é um asteroide da cintura principal. Possui uma excentricidade de 0.01881160 e uma inclinação de 4.96489º.
Este asteroide foi descoberto no dia 9 de junho de 1999 por LINEAR em Socorro.